# 씨너스: 죄인들
《씨너스: 죄인들》 (영어: Sinners) 은 2025년 라이언 쿠글러가 제작, 각본, 감독을 맡은 미국의 영화이다. 1932년 미시시피 델타를 배경으로 하며 마이클 B. 조던이 1인 2역으로 맡은 범죄자 쌍둥이 형제가 고향으로 돌아와 초자연적인 악에 맞서는 이야기를 그린다. 주연으로 헤일리 스타인펠드, 마일스 케이턴, 잭 오코널, 운미 모사쿠, 제이미 로슨, 오마 밀러, 델로이 린도가 출연한다. 여러 장르 가 혼합된 영화로 묘사되는 씨너스는 남부 고딕물, 초자연 호러, 시대극 뮤지컬 영화, 수정주의 서부극 요소를 혼합하여 담고 있다.
쿠글러는 2024년 1월 마이클 B. 조던을 캐스팅 하며 자신의 제작사 프록시미티 미디어를 통해 영화 개발을 시작했다. 다음 달 입찰 경쟁 끝에 워너 브라더스 픽처스가 배급권을 획득했고, 4월에 추가 캐스팅이 이루어졌다. 본 촬영은 2024년 4월부터 7월까지 진행되었다. 쿠글러와 많은 작품을 함께 작업했었던 루드비그 예란손이 영화 음악을 작곡하고 총괄 프로듀서로 참여했다.
씨너스는 2025년 4월 3일 뉴욕시 AMC 링컨 스퀘어에서 시사회로 공개되었고, 2025년 4월 18일 워너 브라더스 픽처스에 의해 미국에서 극장 개봉되었다.  비평가들의 찬사를 받았으며 전 세계적으로 3억 5,720만 달러의 수익을 올리며 2025년 여덟 번째로 높은 수익을 올린 영화가 되었다.

## 줄거리
1932년, 제1차 세계 대전 참전 용사 스모크와 스택 무어 쌍둥이는 시카고 아웃핏에서 수년간 일한 후 고향인 클락스데일로 돌아온다. 갱스터에게서 훔친 돈으로 인종차별주의자 지주 호그우드로부터 제재소를 사들여 지역 흑인 공동체를 위한 주크 조인트를 시작한다. 사촌인 새미는 목사인 아버지 제디디아로부터 블루스 음악이 초자연적이라는 경고에도 불구하고 기타리스트가 되기를 열망하며 그들과 합류한다.
쌍둥이는 피아니스트 델타 슬림을 연주자로, 스모크의 별거 중인 아내 애니를 요리사로, 상점을 경영하는 중국계 부부 그레이스와 보 초우를 공급자로, 농장 노동자 콘브레드를 문지기로 고용한다. 애니는 자신의 후두술을 통해서 쌍둥이를 안전하게 지켜주었다고 믿지만, 스모크는 그들의 유아 딸의 죽음을 막지 못한 것에 대해 의심한다. 스택은 백인으로 위장한 전 여자친구 메리를 만나는데, 그녀는 스택이 자신을 버린 것에 대해 분개하고, 스택은 나중에 그녀를 보호하기 위한 것이었다고 주장한다. 한편, 아일랜드계 뱀파이어 렘믹은 촉토족 뱀파이어 사냥꾼으로부터 피신하여 쿠 클럭스 클랜 단원인 부부가 사는 집으로 피신한 다음 그들을 뱀파이어로 만든다.
주크 조인트 개업 첫날 밤, 새미, 델타 슬림, 그리고 새미가 연정을 품고 있는 가수 펄린이 무대에서 공연한다. 새미의 음악은 초월적이며, 무의식적으로 과거와 미래의 영혼을 불러 모아 관객과 함께한다. 그러나 이 공연은 렘믹과 그의 뱀파이어 부하들을 끌어들이고, 그들은 입장료로 돈과 음악을 제공한다. 하지만 스모크는 의심하며 거절한다. 쌍둥이는 손님들 중 다수가 회사표로 값을 지불해 주크 조인트가 수익을 낼 수 없다는 것을 깨닫는다. 스택에게 주크 조인트가 외부 수입이 필요하다고 말하며, 메리는 밖에서 렘믹을 만나고 뱀파이어로 변한다. 안으로 돌아온 그녀는 스택을 유혹하고 피를 마셔 죽인다. 새미와 스모크가 목격하고 스모크는 메리에게 총을 쏘지만, 메리는 멀쩡히 도망친다. 밖에서 렘믹은 콘브레드를 뱀파이어로 만든다.
심상치 않은 분위기를 느낀 스모크는 주크 조인트를 일찍 닫고 손님들을 내보내지만, 뱀파이어들이 그들을 뱀파이어로 만든다. 스택은 뱀파이어로 부활하지만, 애니가 피클 마늘 주스을 뿌리자 도망친다. 애니는 그들을 공격한 자들이 뱀파이어라는 것을 깨닫고 생존자들에게 성수, 햇빛, 은, 또는 나무 말뚝만이 뱀파이어를 죽일 수 있으며, 초대 없이는 건물에 들어올 수 없고, 렘믹을 죽여도 그가 뱀파이어로 바꾼 자들이 원래대로 돌아가거나 사라지지 않을 것이라고 말한다. 렘믹은 권속들과의 기억을 공유하지만, 그들의 인격은 온전하게 남아있다.
여전히 주크 조인트에 들어갈 수 없는 렘믹은 자신의 잃어버린 공동체의 영혼을 불러내기 위해 새미의 음악적 기술을 사용하기를 원하다는 것을 밝히며 새미와 교환하는 조건으로 떠나겠다고 약속한다. 그는 뱀파이어가 불멸, 자유, 박해로부터의 탈출을 제공하며, 호그우드는 지역 쿠 클럭스 클랜의 우두머리이며 새벽에 주크 조인트를 공격할 계획임을 밝힌다. 생존자들이 거절하자 렘믹은 초우의 딸 리사를 그들의 집에서 공격하겠다고 위협한다. 격분한 그레이스는 뱀파이어들을 주크 조인트로 초대하고 싸움이 벌어진다.
그레이스는 보를 죽이지만 그 과정에서 자신도 죽는다. 애니는 스택에게 물리고 스모크에게 자비로운 죽음을 당한다; 메리는 절망하며 주크 조인트를 떠난다. 델타 슬림은 스모크, 펄린, 새미가 도망칠 수 있도록 자신을 희생한다. 스모크는 스택과 싸워 물리치고, 렘믹은 펄린을 뱀파이어로 만든다. 렘믹은 근처 강에서 새미를 붙잡고; 새미는 기타의 은공명판으로 렘믹의 머리를 부수고, 공유된 고통을 통해 렘믹과 그의 권속들을 기절시킨다. 그 틈을 타 스모크는 렘믹에게 말뚝을 박고 해가 뜨자 뱀파이어들은 햇빛에 의해 불타오른다. 스모크는 새미를 집으로 보낸 다음 호그우드와 클랜들을 처리하지만, 그 과정에서 치명적인 총상을 입는다. 그는 죽어가면서 애니와 그들의 딸의 영혼을 본다. 한편, 아버지가 구원을 찾으라는 간청에도 불구하고 새미는 시카고로 가서 성공적인 블루스 음악가가 된다.
60년 후, 나이 든 새미는 자신의 블루스 클럽에서 공연을 마친 후 늙지 않는 스택과 메리의 방문을 받는다. 스택은 스모크가 주크 조인트에서 새미가 평화롭게 사는 조건으로 자신을 살려주었다고 밝힌다. 스택은 불멸의 삶을 제안하지만 새미는 이를 거절하며 그들을 위해 공연한다. 그들이 떠나면서 새미는 아직도 그날 밤의 기억에 시달림에도 불구하고 일이 벌어지기 전까지는 그것이 자신의 인생 최고의 날이었다고 말한다. 스택은 이 말에 동의하며, 그날이 스모크를 마지막으로 본 날, 햇빛을 마지막으로 본 날, 그리고 그들 모두가 진정으로 자유로웠던 유일한 날이었다고 말한다.

## 출연진
- 마이클 B. 조던
  - 엘리야 "스모크" 무어
  - 엘리아스 "스택" 무어, 범죄자 쌍둥이 형제.
- 헤일리 스타인펠드 - 메리, 스택의 전 여자친구.
- 마일스 케이턴 - 새뮤얼 "새미" "프리처 보이" 무어, 스모크와 스택의 사촌이자 블루스 음악가가 되기를 열망하는 소작농.[14] 버디 가이는 노년의 새미를 연기한다.[15]
- 잭 오코널 - 렘믹, 아일랜드 뱀파이어.
- 운미 모사쿠 - 애니, 스모크의 파트너이자 부두 신봉자.
- 제이미 로슨 - 펄린, 새미가 반하는 기혼 가수.
- 오마 밀러 - 콘브레드, 소작농이자 문지기.
- 테나이 L. 잭슨 - 테리스, 콘브레드의 아내.
- 델로이 린도 - 델타 슬림, 마을의 오래된 피아니스트이자 음악 전설.
- 피터 드레이먼스 - 버트, 지역 KKK 단원이자 조안의 남편.
- 롤라 커크 - 조안, KKK 단원이자 버트의 아내.
- 리 준 리 - 그레이스 초우, 보의 아내이자 상점 주인.
- 솔 윌리엄스 - 제디디아 무어, 목사이자 새미의 아버지.
- 야오 - 보 초우, 그레이스의 남편이자 상점 주인.
- 데이비드 말도나도 - 호그우드, 지역 KKK 리더이자 버트의 삼촌.
- 헬레나 후 - 리사 초우, 보와 그레이스의 딸.
- 안드레네 워드-해먼드 - 루시, 새미의 어머니.
- 나다니엘 아칸드 - 채이턴, 촉토족 뱀파이어 사냥꾼.
- 이모니 엘리슨 - 테라이즈, 콘브레드의 임신한 아내.

## 제작
2024년 1월, 작가, 감독, 프로듀서 라이언 쿠글러의 알려지지 않은 시대극 (짐 크로 법 시대 남부를 배경으로 언데드와 관련된 이야기로 소문)이 그의 제작사 프록시미티 미디어를 통해 개발 중이며, 오랜 협력자인 마이클 B. 조던이 주연으로 캐스팅되었다고 보도되었다. 소니 픽처스 엔터테인먼트, 워너 브라더스 픽처스, 유니버설 픽처스는 약 9천만 달러의 예산을 가진 이 영화의 배급권을 획득하기 위해 입찰 경쟁을 벌였다. 영화 배급권과 교환으로 쿠글러는 스튜디오에 첫 번째 달러 총 수익, 최종 편집권, 그리고 개봉 25년 후 영화 소유권을 요구한 것으로 알려졌다. 다음 달, 워너 브라더스는 쿠글러의 조건을 수락하여 영화 배급권을 따냈다.
2024년 4월, 잭 오코널이 영화의 악당으로 캐스팅되었다. 델로이 린도, 제이미 로슨, 오마 벤슨 밀러, 헤일리 스타인펠드, 리 준 리, 롤라 커크가 미공개 역할로 캐스팅되었다. 운미 모사쿠는 스모크의 연인으로 캐스팅되었다. 야오, 마일스 케이턴, 피터 드레이먼스, 크리스티안 로빈슨이 다음 달에 추가되었다. 할시가 스테인펠드가 맡은 역할을 위해 대본 리딩을 마쳤다.
본 촬영은 2024년 4월 14일 뉴올리언스에서 "그릴드 치즈"라는 가제로 시작되어 7월 17일에 마무리되었다. 촬영은 촬영 감독 오텀 듀럴드 아르카포가 65mm 필름으로 IMAX 15-퍼프와 울트라 파나비전 70 카메라를 조합하여 이루어졌으며 장면들은 1.43:1과 2.76:1 가로세로비 사이를 오간다. 코닥은 영화 제작을 위해 100D 5294 영화 필름 재고의 IMAX 버전을 만들었으며, 이는 플래시백 시퀀스에 사용되었다. 제작비 6,760만 달러가 루이지애나 현지에서 지출되었다. 영화의 할당된 예산은 궁극적으로 약 1억 달러로 늘어난 것으로 알려졌다. 영화의 미술 감독 해나 비치러는 영화 속 교회의 디자인이 "와칸다 포에버" 제스처를 만드는 교차된 빔을 포함했으며, 이는 고인이 된 블랙 팬서 스타 채드윅 보즈먼에게 경의를 표한 것이라고 인정했다.

### 음악
쿠글러의 오랜 협력자 루드비그 예란손은 씨너스의 사운드트랙 작업을 했다. 예란손은 씨너스를 자신의 음악적 여정을 반영하는 개인적이고 야심찬 점수라고 묘사했다. 그는 블루스 음악에서 영감을 얻어 영화 내내 새미가 가지고 다니는 1932년 도브로 사이클롭스 공명 기타로 음악을 연주했다. 프리 프로덕션 기간 동안 쿠글러는 예란손에게 1930년대와 1940년대의 여러 녹음, 특히 로버트 존슨과 토미 존슨의 곡들을 보냈다. 예란손과 쿠글러는 루드비히의 아내 세레나가 곡들을 제작하도록 주장했다. 클래식 바이올린 연주자 세레나 예란손은 남부 흑인 음악은 주의 깊게 다루고 전문가의 조언을 받아야 하며, 특히 음악에 있어서 "이 프로젝트의 관리자처럼 느껴진다. [...] 나는 그것이 그 자체의 생명을 가지고 있다고 느낀다..."라고 말했다.
부부는 블루스 프로듀서인 로열 스튜디오스의 로렌스 "부" 미첼과 함께 일했으며, 영감을 얻기 위해 클락스데일과 인디애놀라의 B.B. 킹 박물관과 지역 주크 조인트를 방문했다. 예란손 부부와 미첼은 5일 동안 로열 스튜디오스에서 알빈 영블러드 하트와 세드릭 번사이드와 같은 음악가들과 함께 곡들을 녹음했다. 미첼은 또한 브리트니 하워드, 래피얼 서디크, 바비 러시, 크리스톤 "킹피시" 잉그램 및 버디 가이 (영화에도 출연)와 같은 다른 블루스 음악가들을 데려왔다. 예란손 부부는 뉴올리언스에 있는 교회로 개조된 스튜디오를 빌려 잭 오코널, 롤라 커크, 피터 드레이먼스, 제이미 로슨과 같은 조연 배우들과 함께 여러 번 곡들을 연습했다. 영화의 대부분은 현장에서 라이브로 녹음되었으며, 배우들은 다른 블루스 음악가들과 함께 공연했다. 헤일리 스타인펠드는 영화를 위해 오리지널 곡 "Dangerous"를 작사하고 녹음했다.
대부분의 워너 브라더스 영화 사운드트랙은 자체 레이블 워터타워 뮤직 또는 워너 뮤직 그룹 소유의 레코드 레이블을 통해 출시되지만, 씨너스의 사운드트랙 및 음악은 소니 뮤직 엔터테인먼트 레이블을 통해 출시되었다. 사운드트랙은 영화 개봉일과 같은 날인 2025년 4월 18일 소니 마스터웍스에서 발매되었으며, 다양한 블루스 음악가들과 출연진이 연주한 22개의 트랙이 수록되었다. 리드 싱글 "Sinners"는 로드 웨이브가 불렀으며 2주 전에 발매되었다.

## 개봉

### 극장 상영
씨너스는 2025년 4월 18일 미국과 캐나다에서 개봉했다. 원래는 2025년 3월 7일 개봉 예정이었으나, 필름 카메라를 많이 사용한 프로젝트의 영화 필름 연구소 부족으로 후반 작업에 더 많은 시간이 필요하여 4월로 연기되었다 (미키 17과 개봉 날짜가 바뀌었다). 일반 디지털 개봉 외에도, 이 영화는 10개의 IMAX 70mm 프린트와 5개의 표준 70mm 프린트를 받았다.
5월 말, 영화의 배경이 되는 클락스데일 (미시시피주)에서 영화가 상영되었다. 클락스데일에는 작동하는 영화관이 없지만, 시립 강당에서 쿠글러, 예란손 및 다른 영화 제작자들이 소개하는 여섯 번의 상영이 열렸다. 마을은 또한 3일간의 주말 축제 동안 영화와 관련된 패널 및 질의응답을 주최했다.

### 홈 미디어
씨너스는 2025년 6월 3일 디지털 HD로 출시되었으며, 2025년 7월 8일 4K 울트라 HD 블루레이, 블루레이, DVD로 출시될 예정이다.

## 평가

### 흥행 실적
2025년 6월 8일 기준 현재 씨너스는 미국과 캐나다에서 2억 7,260만 달러, 기타 지역에서 8,460만 달러를 벌어들여 전 세계 총 3억 5,720만 달러의 수익을 기록했다. 일부 매체는 영화의 제작비, 쿠글러의 첫 번째 달러 총 수익, 프리미엄 비디오 온 디맨드, 프라임 및 넷플릭스와의 스트리밍 계약을 고려할 때, 손익분기점을 넘기기 위해 1억 7,000만~1억 8,500만 달러의 수익이 필요하다고 밝혔다. 다른 업계 소식통은 영화의 예산, 5천만~6천만 달러로 추정되는 마케팅 비용, 그리고 극장이 티켓 판매액의 절반을 가져간다는 가정 때문에 손익분기점을 2억~2억 2,500만 달러로 보았고, 퍽은 3억 달러까지 높게 보았다. 많은 영화 팬들과 벤 스틸러와 같은 업계 인사들은 영화의 흥행 성적, 쿠글러의 급여, 수익성에 대한 추측에 초점을 맞춰 영화의 광범위한 인기를 깎아내린 언론 보도, 특히 버라이어티, 뉴욕 타임스, 비즈니스 인사이더의 기사를 비판했다.
미국과 캐나다에서 씨너스는 개봉 주말 3,308개 극장에서 3,000만~4,000만 달러의 수익을 올릴 것으로 예상되었다. 이 영화는 개봉 첫날 1,920만 달러를 벌어들였는데, 여기에는 목요일 밤 시사회에서 추정된 470만 달러가 포함된다. 이 영화는 4,800만 달러로 개봉하여 예상치를 뛰어넘어 박스오피스 1위를 차지했으며, 워너 브라더스 자체의 흥행작인 A MINECRAFT MOVIE 마인크래프트 무비를 제치고 개봉했다. 이 개봉은 조던 필의 어스 (2019년 7,100만 달러) 이후 오리지널 영화 중 최고의 시작을 기록했으며, 2009년 이후 처음으로 스튜디오가 한 주말에 각각 4,000만 달러 이상을 벌어들인 기록이다. 특히 토요일의 워크업 비즈니스와 입소문이 개봉에 크게 기여했으며, 참석자의 61%가 당일에 티켓을 구매했다. 프리미엄 대형 포맷 및 IMAX 상영이 개봉 수익의 45%를 차지했다. 출구 조사는 관객의 47%가 조던 때문에, 40%가 쿠글러 때문에, 45%가 긍정적인 입소문 때문에 티켓을 구매했으며, 참석자의 64%가 35세 이하, 46%가 25~34세, 2%가 18세 미만이었다. 관객 구성은 흑인 49%, 백인 27%, 라틴계 및 히스패닉 14%, 아시아계 6%, 아메리카 원주민/기타 4%로 "다양한 인구 통계에서 강력한 참여"를 보여주었다. 씨너스는 71개 해외 시장에서 1,540만 달러를 벌어들여 전 세계 개봉 주말 총 6,100만 달러를 기록했다.
입소문 덕분에 씨너스는 그것 (2017년 860만 달러)에 이어 R등급 호러 영화 중 두 번째로 높은 월요일 수익인 780만 달러를 기록했다. 이 영화는 컨저링 (2013년 6,170만 달러)과 겟 아웃 (2017년 4,980만 달러)의 7일간 총 수익을 넘어 7,750만 달러로 첫 주를 마감했다. 씨너스는 흥행 2주차 예상을 (1,920만~2,400만 달러) 뛰어넘어 다시 한번 4,570만 달러로 박스오피스 1위를 차지했다. 4.9% 하락은 4,000만 달러 이상으로 데뷔한 영화 중 슈렉 (+0.3%, 2001년)과 아바타 (−1.8%, 2009년)에 이어 세 번째로 좋은 2주차 실적이며, 그것 (6,010만 달러)에 이어 R등급 호러 영화 중 두 번째로 좋은 2주차 실적이며, 쿠글러의 영화 중 블랙 팬서 (2018년 1억 1,160만 달러)와 그 속편 와칸다 포에버 (2022년 6,640만 달러)에 이어 세 번째로 좋은 2주차 실적이다. 데드라인은 영화의 관객층이 넓어졌으며, 여성 관객이 56%로 (첫 주말 43%에서 증가), 25세 미만 관객이 34%로 (20%에서 증가) 증가했다고 언급했다. 이 영화는 또한 71개 해외 시장에서 1,350만 달러를 벌어들였는데, 이는 입소문과 여러 국가에서의 강력한 흥행에 기인한다.
신작 썬더볼츠*에게 프리미엄 대형 포맷 및 IMAX 스크린을 넘겨준 후에도, 씨너스는 3,300만 달러 (28% 하락)로 호러 영화 중 최고의 3주차 실적을 달성하여 그것 (2,970만 달러)을 넘어섰다. 라틴 아메리카와 유럽에서의 "예외적인 유지력" 덕분에 해외에서도 주말 동안 1,040만 달러를 벌어들였다. 씨너스는 4주차 주말에 국내에서 2억 달러를 돌파하며, 2017년 코코 이후 처음으로 이정표를 달성한 오리지널 영화가 되었다.

### 비평적 평가
리뷰 애그리게이터 웹사이트인 로튼 토마토에서 368개의 비평가 리뷰 중 97%가 긍정적인 평가를 내렸다고 집계되었다. 이 웹사이트의 총의는 "뛰어난 시각적 스토리텔링과 발을 구르게 하는 음악이 융합된 라이언 쿠글러 감독의 첫 번째 오리지널 블록버스터는 그의 독특한 상상력의 전모를 드러낸다."이다. 가중 평균을 사용하는 메타크리틱은 55개의 비평을 바탕으로 100점 만점에 84점을 부여하여 "대체로 긍정적"이라고 평가했다.. 시네마스코어에서 설문 조사한 관객들은 이 영화에 A+부터 F까지의 척도에서 평균 "A" 등급을 주었으며 (35년 만에 호러 영화 최고 등급), 포스트트랙에서 설문 조사한 관객들은 전반적으로 92%의 긍정적인 평가를 주었으며, 84%는 이 영화를 확실히 추천할 것이라고 말했다.
평론가들은 쿠글러의 비전과 영화의 촬영을 칭찬했다; 롤링 스톤의 평론가 A.A. 다우드는 감독이 "프랜차이즈의 경계를 훨씬 뛰어넘어 대담하게 나아가고 있다"고 평했으며, 옵저버의 웬디 아이드는 "쿠글러의 자신감과 비전이 모든 것을 하나로 묶는다"고 썼다. 워싱턴 포스트의 앤 호나데이는 쿠글러의 "인상적인 자기 인식"뿐만 아니라 조던, 모사쿠, 케이턴의 연기를 언급했다. 많은 비평가들은 영화의 초자연적 요소가 강해지는 후반부보다 지상적인 전반부가 더 우수하다고 지적했다. ABC 뉴스의 피터 트래버스는 씨너스를 2025년 최고의 영화로 선언하며, 쿠글러와 조던의 "최고이자 가장 대담한 작품"이라고 썼다. 다소 부정적인 평가에서 월스트리트 저널의 재커리 반스는 조던의 연기를 칭찬했지만, 씨너스가 주제적으로 통합되지 못했다고 주장하며 "쿠글러의 상상력은 마블 세계의 관습에 의해 여전히 제한되어 있다"고 썼다.
쇼 바라카는 크리스처니티 투데이에서 "음란한 주제들이 당신의 결혼 상담사를 부끄럽게 만들 관행을 가르칠 것이라는 점을 인지해야 한다. ... 씨너스는 미국에서 종교의 피를 빨아먹는 도착증에 대해 솔직하게 이야기한다. 그러나 위선을 겪었던 같은 플랜테이션 사람들은 영가를 낳고 블루스를 탄생시킨 기쁨을 주는 치유자에 대해 알고 있었다"고 언급한다. 몇몇 비평가들은 이 영화를 로버트 로드리게스의 1996년 액션 호러 영화 황혼에서 새벽까지와 비교했다. 쿠글러는 황혼에서 새벽까지를 영화의 영감으로 언급했지만, 로드리게스의 또 다른 영화인 패컬티와 더 유사하다고 비교했다.
씨너스의 음악은 영화의 이야기에 핵심적인 역할을 한다는 점에서 비평가들로부터 폭넓은 찬사를 받았다. 인디와이어의 데이비드 얼리히는 "루드비그 예란손의 음악이 라이언 쿠글러 영화의 질감과 불가분의 관계에 있었던 것은 이번이 처음이 아니지만, 씨너스는 누군가 '삶과 죽음, 과거와 미래 사이의 장막을 뚫을 수 있을 만큼 순수한' 음악에 대해 이야기하는 것으로 시작한다... 그리고 그 음악이 어떤 소리인지 정확히 보여준다"고 썼다. 스크린 랜트의 매 압둘바키는 "캐릭터들이 연주하는 노래부터 루드비그 예란손의 스코어까지, 음악만으로도 영화를 다른 차원으로 끌어올린다"고 말했다. 로스앤젤레스 타임스의 에이미 니콜슨은 음악을 "경이로운" 것이라고 묘사하며, "지금까지 들어본 적 없는 음악이지만 우리의 대중문화적 영혼 깊숙한 곳에서 나오는 것처럼 느껴진다"고 덧붙였다. 더 할리우드 리포터의 데이비드 루니는 "맛깔스러운 [...] 음악과 블루스 공연이 취하게 하는 효과를 내며 조화를 이룬다"고 묘사했다. 월스트리트 저널의 반스는 예란손의 음악을 "장르를 넘나드는 경이로운 음향"이라고 불렀다.

### 수상
| 시상식               | 시상일          | 부문                                          | 수상자                                                           | 결과 | Ref.           |
| -------------------- | --------------- | --------------------------------------------- | ---------------------------------------------------------------- | ---- | -------------- |
| 골든 트레일러 어워드 | 2025년 5월 29일 | 최우수 호러                                   | 워너 브라더스 픽처스, AV 스쿼드 (for "Magic")                    | 수상 | [ 99 ] [ 100 ] |
| 골든 트레일러 어워드 | 2025년 5월 29일 | 최우수 음악                                   | 워너 브라더스 픽처스, AV 스쿼드 (for "Magic")                    | 후보 | [ 99 ] [ 100 ] |
| 골든 트레일러 어워드 | 2025년 5월 29일 | 최우수 사운드 편집                            | 워너 브라더스 픽처스, AV 스쿼드 (for "Seen")                     | 수상 | [ 99 ] [ 100 ] |
| 골든 트레일러 어워드 | 2025년 5월 29일 | 최우수 스릴러 TV 스팟                         | 워너 브라더스 픽처스, 크리에이트 애드버타이징 그룹 (for "Ready") | 수상 | [ 99 ] [ 100 ] |
| 골든 트레일러 어워드 | 2025년 5월 29일 | 최우수 디지털 \| 호러/스릴러                  | 워너 브라더스 픽처스, AV 스쿼드 (for "Happy New Year")           | 후보 | [ 99 ] [ 100 ] |
| 골든 트레일러 어워드 | 2025년 5월 29일 | 최우수 호러/스릴러 트레일러바이트 (장편 영화) | 워너 브라더스 픽처스, AV 스쿼드 (for "Dark Mode")                | 후보 | [ 99 ] [ 100 ] |
| 골든 트레일러 어워드 | 2025년 5월 29일 | 최우수 호러 포스터                            | 워너 브라더스 픽처스, AV 프린트                                  | 후보 | [ 99 ] [ 100 ] |
| 골든 트레일러 어워드 | 2025년 5월 29일 | 최우수 국제 포스터                            | 워너 브라더스 픽처스, AV 프린트                                  | 후보 | [ 99 ] [ 100 ] |
| 골든 트레일러 어워드 | 2025년 5월 29일 | 가장 독창적인 포스터                          | 워너 브라더스 픽처스, AV 프린트                                  | 수상 | [ 99 ] [ 100 ] |